# Liščín
Liščín (německy Goldberg neboli Zlatá hora) je neovulkanický vrch v CHKO České středohoří, který se nalézá asi 5 km severovýchodně od Litoměřic mezi vesnicemi Myštice, Pohořany a Maškovice. V minulosti zde byly činěny neúspěšné pokusy dolovat zlato, odtud pak pochází její německý název. Kromě toho se jedná také o zajímavou archeologickou lokalitu, byly zde nalezeny bronzové předměty pocházející z mladší doby bronzové (asi 8. století př. n. l.), je tudíž docela dobře možné, že vrch měl ve starověku nějaký doposud nám neznámý kultovní význam.[zdroj?]

## Geologie a geomorfologie
Vrch ve tvaru nesouměrného kužele je tvořený olivinickým nefelinitem a nefelinickým bazanitem, které pronikly křídovými slínovci a jílovci. Na úpatí se vyskytují také pískovce. V geomorfologickém členění je součástí podcelku Verneřické středohoří a okrsku Litoměřické středohoří.

## Dostupnost
Liščín je místem dalekého rozhledu, na vrchol však nevede žádná turisticky značená trasa. Přístup je možný od západu po neznačené cestě od silnice, která spojuje Pohořany a Staňkovice. Kolem východního úpatí kopce prochází místní komunikace, po níž je vedena cyklotrasa č. 3057 a kde se nachází autobusová zastávka Chudoslavice, Myštice, rozc.0.5 linky, spojující Bohušovice nad Ohří s Lovečkovicemi přes Litoměřice a Třebušín.